# Peretsjyn
Peretsjyn (Oekraïens: Перечин) is een stad in Oekraïne (Oblast Transkarpatië), telt 6.683 inwoners op 1 januari 2019. De stad ligt in de uitlopers van de Karpaten, aan de rivier de Oezj. Sinds 2004 heeft de plaats stadsrechten.
De eerste schriftelijke vermelding van de nederzetting dateert uit 1399.

## Alternatieve namen
Als gevolg van haar ligging in een grensgebied en een wisselende etnische samenstelling zijn er door de eeuwen heen meerdere alternatieve namen voor deze stad gebruikt:

Oekraïens: Перечин, Hongaars: Perecseny, Duits: Peretschyn, Roemeens: Perecin, Slovaaks: Perečín

## Geschiedenis
Peretsjyn is gelegen in een groen, bergachtig gebied in Transkarpatië, niet ver van de grens met Slowakije. Het werd voor het eerst genoemd in 1399. Eeuwenlang was de stad onder bestuur van Koninkrijk Hongarije (tot 1526), het Oostenrijks-Hongaarse koninkrijk (tot 1867) en Oostenrijk-Hongarije (tot 1918). Tijdens het interbellum behoorde het tot Tsjecho-Slowakije. In 1939 werd het ingelijfd door Hongarije, om vervolgens in oktober 1944 te worden veroverd door het Rode Leger. Daarna zou het gaan behoren tot de Oekraïense Socialistische Sovjetrepubliek, als onderdeel van de Sovjet-Unie. Na het ineenstorten van de Sovjet-Unie blijft Peretsjyn deel uitmaken van Oekraïne, welke in 1991 van de Sovjet-Unie werd afgescheiden en zich als onafhankelijke staat vestigde.
Peretsjyn verkreeg in 2004 de status van stad.

## Galerij

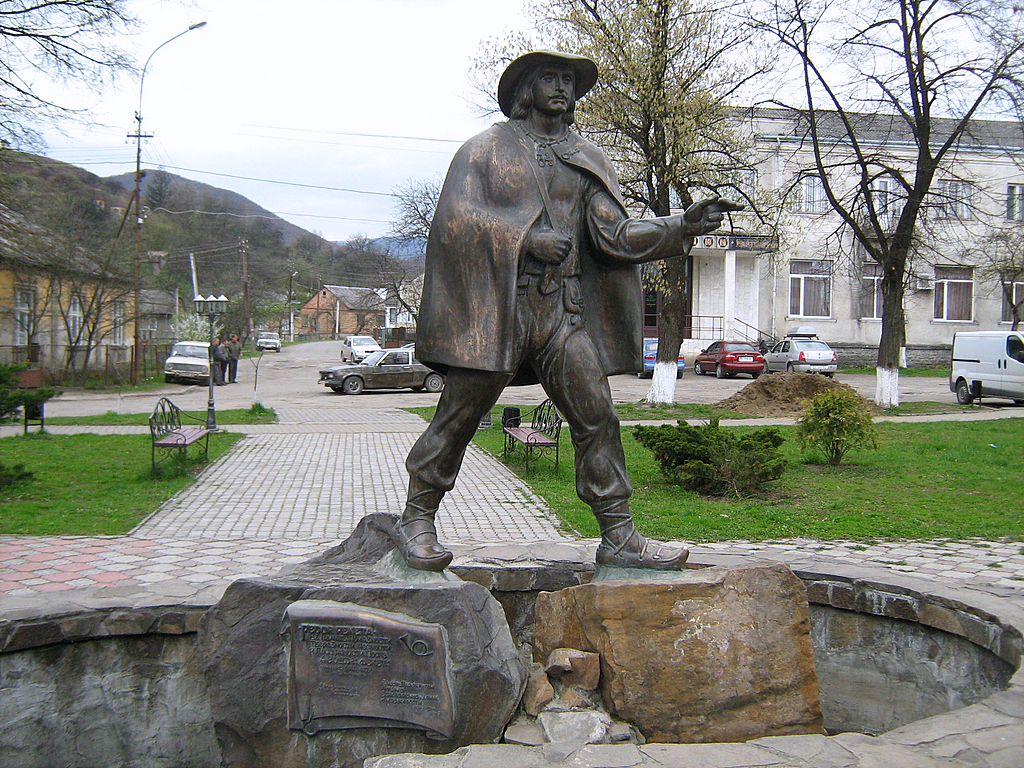
Monument voor de postbode
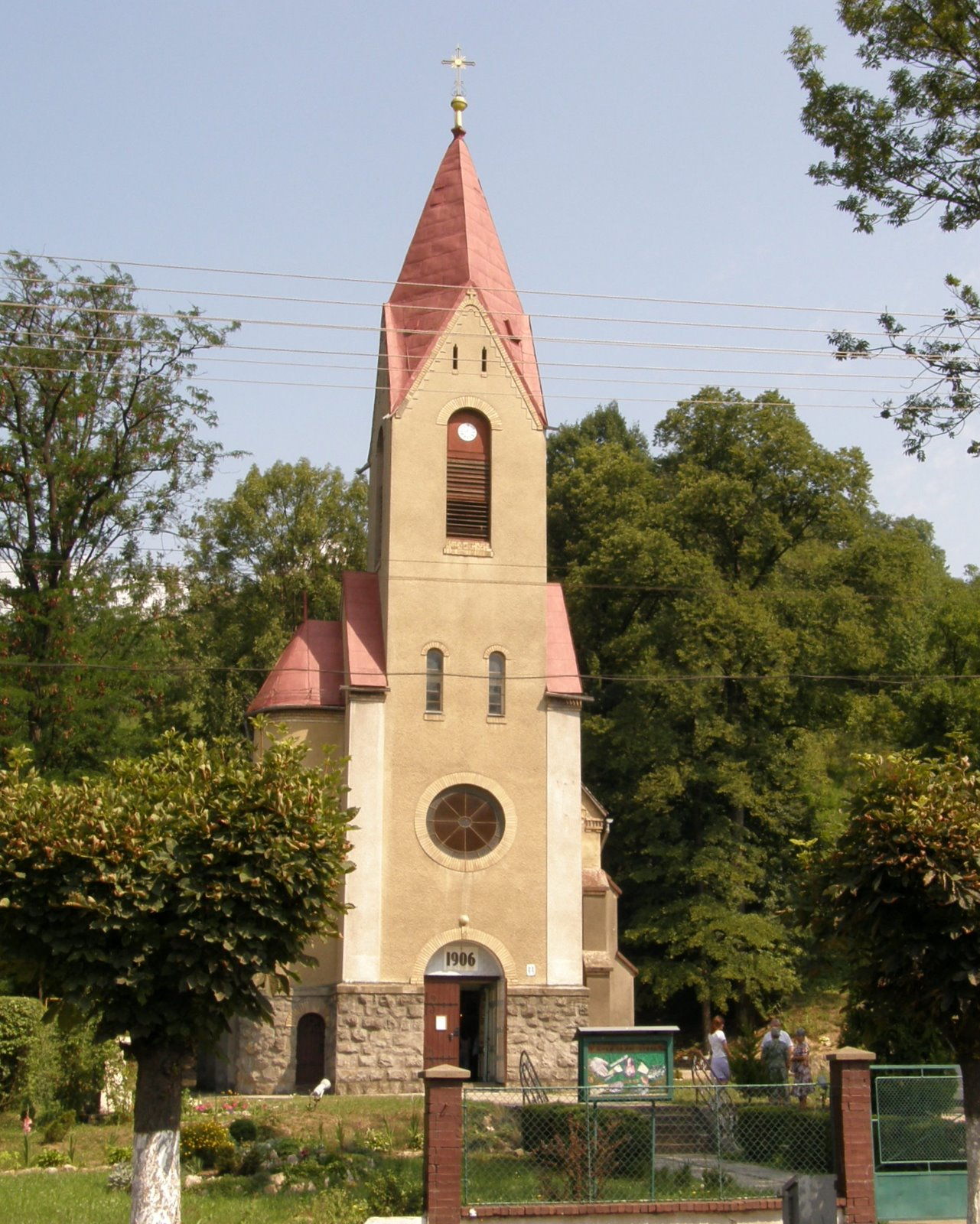
Rooms-katholieke kerk van St. Augustinus (1906)
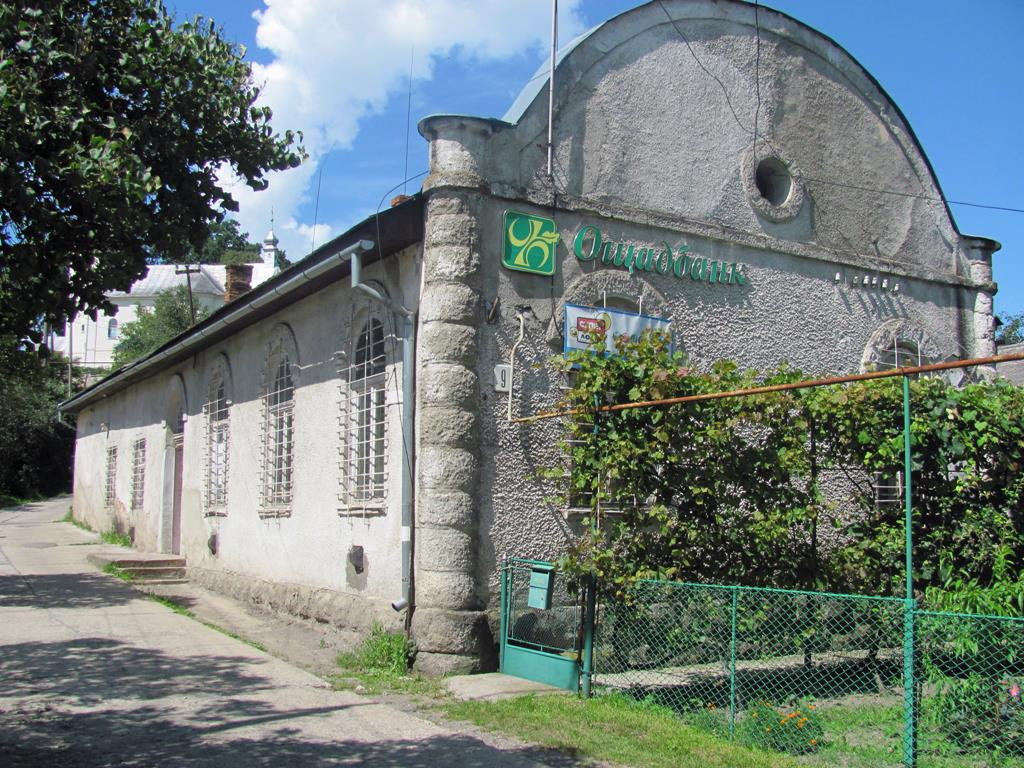
Voormalige synagoge in Peretsjyn
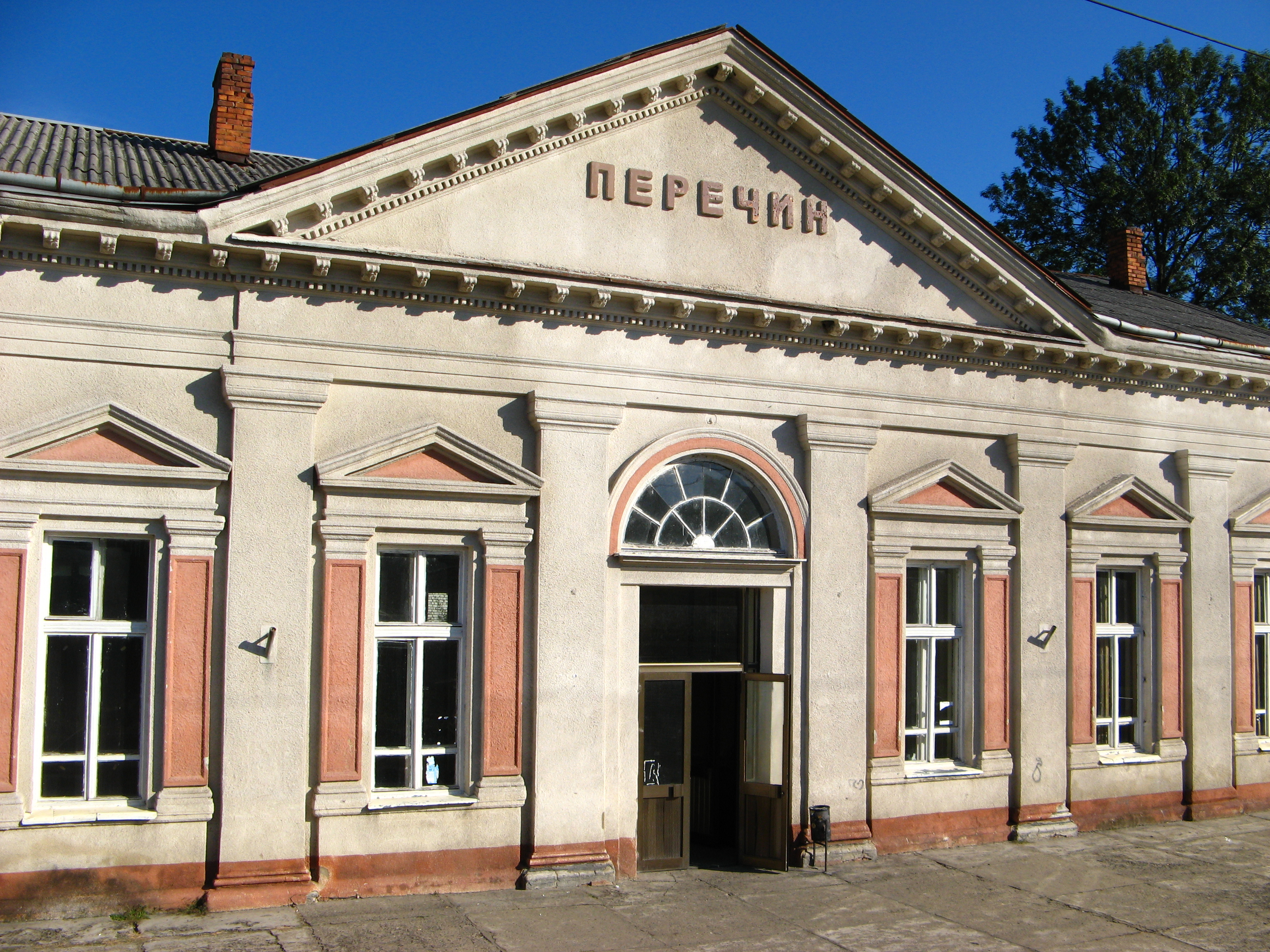
Station Peretsjyn